# 甲基硝基苯胺
甲基硝基苯胺（或称为硝基甲苯胺）是一类苯的三取代衍生物，分子式C
7H
8N
2O
2，有：
- 基于邻甲苯胺
  - 2-甲基-3-硝基苯胺，CAS号：603-83-8 
  - 2-甲基-4-硝基苯胺，CAS号：99-52-5 
  - 2-甲基-5-硝基苯胺（大红色基G），CAS号：99-55-8 
  - 2-甲基-6-硝基苯胺，CAS号：570-24-1
- 基于间甲苯胺
  - 3-甲基-2-硝基苯胺，CAS号：601-87-6 
  - 3-甲基-4-硝基苯胺，CAS号：611-05-2 
  - 3-甲基-5-硝基苯胺，CAS号：618-61-1 
  - 3-甲基-6-硝基苯胺，CAS号：578-46-1
- 基于对甲苯胺
  - 4-甲基-2-硝基苯胺（芬蘭語：2-nitro-p-toluidiini），CAS号：89-62-3 
  - 4-甲基-3-硝基苯胺，CAS号：119-32-4

|  | 这个同类索引页列出了具有相同或相似标题的化学条目。 除非您是有意链接至本页，否则应将相应条目的内部链接指向正确的条目。 |